# وينفريد برايسون
وينفريد برايسون (بالإنجليزية: Winifred Bryson)‏ هي ممثلة أمريكية، ولدت في 20 ديسمبر 1892 في لوس أنجلوس في الولايات المتحدة، وتوفيت بنفس المكان في 20 أغسطس 1987.

## وصلات خارجية
- وينفريد برايسون على موقع IMDb (الإنجليزية)
- وينفريد برايسون على موقع أول موفي (الإنجليزية)
- وينفريد برايسون على موقع قاعدة بيانات الفيلم (الإنجليزية)